# San Marino en los Juegos Olímpicos de París 2024
San Marino estuvo representado en los Juegos Olímpicos de París 2024 por cinco deportistas, tres mujeres y dos hombres, que compitieron en cinco deportes.
Los portadores de la bandera en la ceremonia de apertura fueron el nadador Loris Bianchi y la atleta Alessandra Gasparelli. El equipo olímpico sanmarinense no obtuvo ninguna medalla en estos Juegos.